# Všeruby, Domažlice
Všeruby là một chợ huyện thuộc huyện Domažlice, vùng Plzeňský, Cộng hòa Séc.